# تاکافومی آکاهشی
تاکافومی آکاهُشی (به ژاپنی: 赤星 貴文؛ زادهٔ ۲۷ مهٔ ۱۹۸۶) یک بازیکن فوتبال اهل ژاپن است.

## باشگاهی
از باشگاه‌هایی که در آن بازی کرده‌است می‌توان به باشگاه فوتبال اوراوا رد دیاموندز، باشگاه فوتبال لیپایاس متالورگس، باشگاه فوتبال اوفا و فولاد خوزستان اشاره کرد.